# 780

## Догађаји
- Википедија:Непознат датум — Владавина династије Абасида у Багдаду.

- 8. септембар – Цар Лав IV Хазар умире после петогодишње владавине, у којој је њиме доминирала његова жена Ирена Атинска, иконодула. Наслеђује га 9-годишњи син Константин VI; због његове малолетности, Ирена и њен главни министар Ставракије врше регентство над њим.
- Српски кнез Вишеслав почиње да влада Српском кнежевином.
- Саксонски ратови: Краљ Карло Велики прописује смртну казну за сваког покорног Саксонца који одбије хришћанско крштење. У међувремену, Видукинд јача побуњеничку снагу у северној Саксонији.
- Град Оснабрик, развијен као пијаца, основао је Карло Велики.
- Краљ Хјегонг од Силе је убијен у побуни, чиме је прекинута краљевска линија наследства бившег владара Мујеола. Он је архитекта Силиног уједињења Корејског полуострва (види 668).

## Смрти
- Лав IV Хазар

- Никита I Цариградски